# Lửa trại

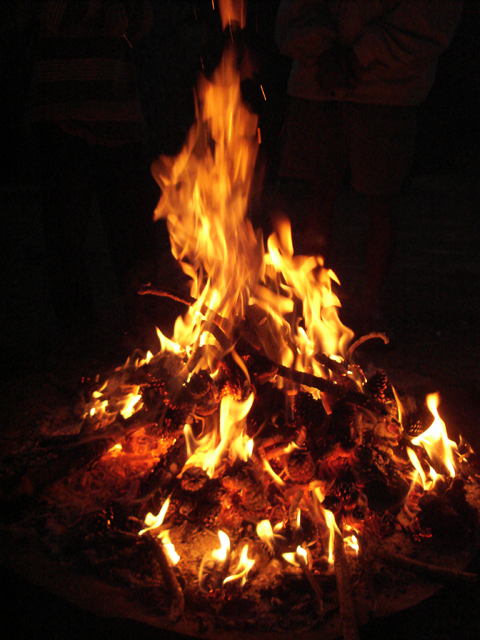
Một ngọn lửa trại được đốt lên bằng cách sử dụng cành cây và nón thông.

Lửa trại là một ngọn lửa tại một khu cắm trại dùng để cung cấp ánh sáng và sự ấm áp, và nhiệt để nấu ăn. Nó cũng có thể phục vụ như một đèn hiệu, và để răn đe côn trùng và động vật ăn thịt. Các khu cắm trại được thành lập thường cung cấp một vòng lửa bằng đá hoặc thép để đảm bảo an toàn. Lửa trại là một tính năng phổ biến của cắm trại. Tại các trại hè, từ lửa trại thường nói đến một sự kiện (lễ, gặp nhau, v.v.) mà tại đó có một đám lửa. Một số trại coi đám lửa là một ngọn lửa trại.

## Lịch sử

### Lửa trại đầu tiên
Một phân tích mới về xương linh dương bị đốt cháy từ các hang động ở Swartkrans, Nam Phi, xác nhận rằng Australopithecus robustus và Homo erectus đã đốt lửa trại khoảng 1,6 triệu năm trước. Bằng chứng gần đó trong hang Wonderwerk, ở rìa sa mạc Kalahari, đã được gọi là đám lửa được kiểm soát lâu đời nhất. Phân tích kính hiển vi của tro thực vật và các mảnh xương cháy cho thấy các vật liệu trong hang không được nung nóng trên khoảng 1,300 °F (−17,056 °C). Điều này phù hợp với những phát hiện ban đầu rằng các đám lửa đã đốt cháy cỏ, bàn chải và lá cây. Nhiên liệu như vậy sẽ không tạo ra ngọn lửa nóng hơn. Dữ liệu cho thấy con người đang nấu ăn con mồi bằng lửa trại từ khi xuất hiện lần đầu tiên của Homo erectus 1,9 triệu năm trước.